# Kasteel Kerpen
Het kasteel van Kerpen was een middeleeuwse waterburcht en keizerlijke vesting in de Duitse plaats Kerpen, gelegen in het district Rhein-Erft (Noordrijn-Westfalen). De burcht fungeerde als koninklijke residentie voor de Frankische koningen en had als voornaamste taak het beveiligen en controleren van de belangrijke handelsweg tussen Keulen en Aken. Van het oorspronkelijke kasteel rest vandaag slechts een ruïne, die gelegen is in het oostelijke deel van Kerpen.

## Geschiedenis
De exacte bouwdatum van het kasteel van Kerpen is onbekend. Aangezien het burggraafschap Kerpen tussen 1065 en 1071 voor het eerst vermeld wordt als rijksleen, moet het kasteelcomplex destijds reeds gebouwd of in aanbouw zijn geweest. In 1114 liet aartsbisschop Frederik I van Schwarzenburg het kasteel verwoesten.
Kasteel Kerpen en de bijbehorende heerlijkheid gingen in de 13e eeuw van keizerlijk bezit over naar het geslacht van Kerpen. Op 2 augustus 1276 verkocht Beatrix van Gemmenich, weduwe van Johann von Kerpen, het kasteel en de heerlijkheid aan haar broer Wenemar van Gemmenich en diens echtgenote Joanna van Elsloo. Zij verpandden het complex aanvankelijk aan aartsbisschop Siegfried van Westerburg, alvorens het in 1282 definitief te verkopen aan hertog Jan I van Brabant. In hetzelfde jaar werd het kasteel opnieuw verwoest, ditmaal door aartsbisschop Siegfried van Keulen, die de aanwezigheid van een strategisch steunpunt van een vreemde hertog zo dicht bij Keulen als een ernstige bedreiging ervoer. Onder het bewind van de hertogen van Brabant werd het complex binnen twee jaar weer opgebouwd. Deze dreiging bleek terecht, want in 1288 vond nabij Keulen de Slag bij Woeringen plaats, waarin werd beslist over de heerschappij in het gebied. Hierdoor werd de handelsweg tussen twee hanzesteden, Brugge en Keulen, heropend voor de nieuwe hertog en kreeg Brabant in het oosten aansluiting op een belangrijke internationale handelsroute.
Vanaf 1506 stond Kerpen onder Spaans gezag. Tijdens de Tachtigjarige Oorlog werd het kasteel vanaf 1578 meerdere keren belegerd. In 1689 vernietigden Franse troepen uiteindelijk de vestingwerken van het kasteel en werden de omliggende woongebieden platgebrand.
In 1793 liet graaf August van Schaesberg de grachten dichtgooien en de ruïnes met de grond gelijk maken, om het complex als kasteel te herbouwen. Door de invasie van de Franse revolutionaire troepen kon het echter niet meer worden herbouwd. 
Het kasteelcomplex was gebouwd op een motte met een slotgracht en had laatmiddeleeuwse invloeden. Het had een rechthoekige woontoren met schietgaten en een voorziening voor een houten kanteel. Het kasteel bestond uit meerdere verdedigingstorens, die op regelmatige afstanden van elkaar stonden. De poorttoren had een stenen hek met een ophaalbrug waarvoor zich een tweede ophaalbrug bevond.